# Equus (film)
Equus è un film del 1977, diretto da Sidney Lumet e tratto dall'omonima opera teatrale di Peter Shaffer.

## Trama
Martin Dysart è uno psichiatra che si trova a dover affrontare il caso di un giovane, Alan Strang, finito in cura nel suo ospedale per aver accecato, apparentemente senza ragione, diversi cavalli del maneggio in cui lavorava. Dopo un'iniziale riluttanza, riesce a convincere il giovane ad aprirsi con lui, accettando però di fornirgli in cambio dettagli anche sulla propria vita, e soprattutto sulle proprie delusioni (professionali e private). Scoprirà un retroscena familiare fatto di religiosità bigotta, repressione sessuale e ossessione per i cavalli (che il ragazzo è giunto a venerare quasi fossero delle divinità), e finirà con il riesaminare anche se stesso attraverso il racconto di Alan.

## Riconoscimenti
- 1978 - Premio Oscar
  - Nomination Miglior attore protagonista a Richard Burton
  - Nomination Miglior attore non protagonista a Peter Firth
  - Nomination Migliore sceneggiatura non originale a Peter Shaffer
- 1978 - Golden Globe
  - Miglior attore in un film drammatico a Richard Burton
  - Miglior attore non protagonista a Peter Firth
- 1978 - Premio BAFTA
  - Miglior attrice non protagonista a Jenny Agutter
  - Nomination Miglior attore non protagonista a Colin Blakely
  - Nomination Miglior attrice non protagonista a Joan Plowright
  - Nomination Migliore sceneggiatura non originale a Peter Shaffer
  - Nomination Miglior colonna sonora a Richard Rodney Bennett
- 1979 - Kansas City Film Critics Circle Award
  - Miglior attore non protagonista a Peter Firth